# Confédération syndicale Burkinabè
La Confédération syndicale Burkinabè (CSB), est une confédération syndicale du Burkina-Faso fondée en 1974. Elle est affiliée à l'Organisation pour l’unité syndicale africaine (OUSA) et à la Confédération syndicale internationale (CSI). 

## Histoire
La CSV devenue CSB tient son congrès constitutif le 19 septembre 1974, elle regroupe 15 syndicats ou fédérations ayant quitté l’USTV-UGTAN depuis 1963. La CSB est dissoute en 1981 par le gouvernement du Comité militaire de redressement pour le progrès national CMRPN, les principaux dirideants sont emprisonnés. La CSB, lors de son congrès de 1994 décide de s'engager dans la voie du syndicalisme réformiste et d'obédience social-démocrate.

## Organisations affiliées
- Fédération syndicale des banques, assurances, établissements financiers du commerce et de l'industrie (FESBACI)
- Syndicat national des travailleurs du secteur de l’energie et assimilés (SYNTSEA)

- CAA-B
- FESTI
- FESTRACOM
- FSCB
- SUMAC
- FENAME
- SYNAGRI
- STOB
- SYNPECOMB
- SYNATRACT
- SYNTRAS
- SYNAPEPE
- SYNAPDH
- SYNTAH
- SY.NA.TECH.BTP
- SYNAPAS
- UCRB

## Dirigeants
- Jean-Mathias Liliou
- Guy Olivier Ouédraogo